# 蒙特法尔科内-迪瓦尔福托雷
蒙特法尔科内-迪瓦尔福托雷（義大利語：Montefalcone di Val Fortore），是意大利贝内文托省的一个市镇。总面积41.7平方公里，人口1684人，人口密度40.4人/平方公里（2009年）。ISTAT代码为062042。